# 颶風霍涅
颶風霍涅（英語：Hurricane Hone），也稱為颱風霍涅（英語：Typhoon Hone）是罕見橫跨兩個太平洋洋面的熱帶氣旋，為2024年太平洋颶風季第3個被命名的風暴及2024年太平洋颱風季第8個風暴；是自2019年以來首場在中北太平洋洋面上形成的熱帶氣旋，上一個橫跨北太平洋洋面的熱帶氣旋是2023年颶風多拉。
霍涅是由東北太平洋上形成的兩個擾動合併發展而來。合併後的系統逐漸發展，其中心開始在8月22日持續爆發深層對流，這使得其在當日被升格為熱帶低氣壓01C。六小時後，該熱帶低氣壓增強為熱帶風暴，並命名為霍涅。霍涅逐漸增強，並從東南方接近夏威夷。8月25日，霍涅在夏威夷夏威夷島南部增強為颶風。在以最大持續風速85英里/小時（140公里/小時）經過島嶼附近後，霍涅開始減弱，並繼續向西遠離夏威夷。
在被升格為熱帶低氣壓前，國家颶風中心和中太平洋颶風中心便已作出警告，指霍涅有可能為夏威夷群島帶來強降雨和危險的離岸流。夏威夷州民防在風暴即將接近前啟動。中太平洋颶風中心對夏威夷島發布了熱帶風暴警報，夏威夷州其他島嶼也有各種洪水和野火警報生效。霍涅在南角以南僅50海里處經過，影響美國夏威夷州並為夏威夷島帶來了強降雨，一些地區的降雨量達到了18英寸（460毫米）或更多。強烈的海浪和離岸流影響著島嶼的海岸。

## 氣象歷史

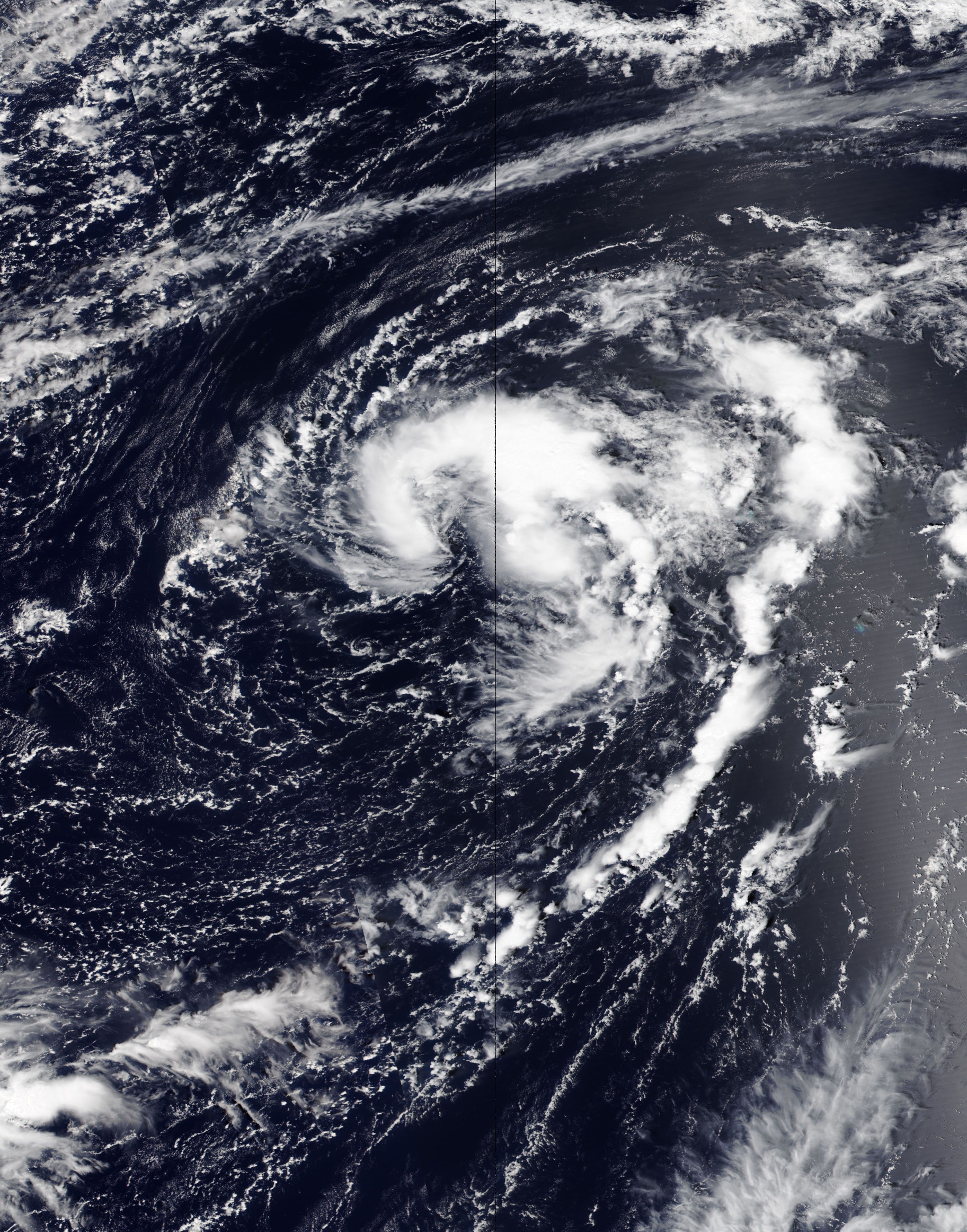
热带低压“Hone”于2024年9月3日穿越国际日期变更线后。

8月17日，一個低壓區集結在夏威夷東南方遠處的海面上。此低壓區所產生的陣雨和雷暴仍欠缺組織，其繼續移動至西經140°附近，在當天晚些時候，第二個更大的低壓區在此低壓區東方海域上發展。位於西邊的擾動被指定為90E，而東邊的擾動則被指定為91E。90E逐漸變得更有組織性，而位於90E及颶風吉爾瑪之間的91E仍然廣泛且無組織。 這兩個擾動繼續相互影響，最終在8月21日合併，形成一個新的低壓區。8月22日，該低壓區進入中太平洋海域。當天下午3時，該系統在其低層環流中心 (LLCC) 上建立了深層對流，被升格熱帶低氣壓01C。六小時後，該熱帶低氣壓被升級為熱帶風暴，並命名為霍涅。霍涅隨後開始增強並開始產生烈風。
霍涅在8月23日至8月24日期間持續增強。 隨著對流的加強，霍涅發展了更深層的對流和對流帶。受其北部的副熱帶高壓脊影響，風暴持續向西北方移動8月25日上午8時，霍涅增強為一級颶風。同時，霍涅正集結在夏威夷島南角以南50海浬處。霍涅隨後在8月25日下午3時達到其強度巔峰，中心最高持續風速達85英里每小時（140公里每小時），中心氣壓則為988hpa。霍涅隨後向西遠離夏威夷，持續增強的垂直風切變及幹空氣使霍涅減弱。8月26日，霍涅減弱為一熱帶風暴。隨著霍涅的深層對流及結構顯著受到破壞，其強度減弱，僅能維持熱帶風暴下限的強度。8月30日上午，霍涅減弱為熱帶低氣壓。然而霍涅的中心附近持續爆發出強對流，使其在翌日重新增強為熱帶風暴。霍涅繼續在國際換日線附近徘徊。儘管其向北移動並進入更有利的環境條件（溫暖海溫、低風切變），但與附近低壓區相互作用、乾空氣入侵和風暴漸漸暴露的低層環流中心（LLCC）阻止了霍涅進一步加強。霍涅最終和低壓區合併，使其統在9月1日轉化為一溫帶氣旋。
霍涅的殘餘低壓於9月2日跨過國際換日線，進入西北太平洋海域，因此改由日本氣象廳繼續監測此系統。日本氣象廳將其評定為熱帶低氣壓。幾個小時後，聯合颱風警報中心（JTWC）評定其為一副熱帶低氣壓，處於稍微不利於發展的環境中。
霍涅表現出高度不對稱的對流結構，其特徵是對流帶環繞寬廣的中心。
同時其位於副熱帶高壓脊下方，該區域的垂直風切變為低至中。
9月8日下午2時，日本氣象廳在天氣圖上移除該系統。

## 防災措施
國家颶風中心和中太平洋颶風中心都在霍涅發展期間做出警告，表示霍涅有可能為夏威夷主要島嶼的部分地區帶來強降雨和風浪。部分地區在受到2023年夏威夷山火及颶風多拉影響後，再度受到霍涅的強風影響，為夏威夷島和毛伊島帶來山火蔓延的威脅。 
夏威夷州民防部門於8月22日啟動，同時該州的公共工程部在霍涅逼近之前對夏威夷島上的基礎設施作出評估。2024年國際瓦阿聯合會決賽亦因霍涅逼近而需提前結束。霍涅形成後不久，中太平洋颶風中心就向夏威夷島發布了熱帶風暴警戒和洪水警戒，同時對整個州周圍的近海水域發布了熱帶風暴警告。8 月24日凌晨3時，熱帶風暴警戒升級為熱帶風暴警告。8月24日上午10時至下午6時，當地發布了紅旗警報，表明當地條件非常有利於山火發生，原因是霍涅的強風為部分地區帶來干空氣。毛伊島、歐胡島和考艾島也有風力警告生效。毛伊島緊急管理官員為即將到來的風暴準備了涵洞等防洪設備。
8月24日，夏威夷州州長喬希·格林發布對夏威夷州的緊急公告。夏威夷航空為8月24日或25日飛往希洛或科納的航班發布了旅行豁免。夏威夷高中體育協會和土地和自然資源部分別取消了各種高中體育和青少年戶外活動。儘管如此，夏威夷旅遊局仍然通知旅客，在霍涅侵襲期間來島仍然安全，但要避免戶外活動。受到風暴影響，夏威夷所有露營地以及普納魯海灘和惠廷頓海灘公園都已在8月26日前關閉。夏威夷火山國家公園因霍涅的影響而關閉由於霍涅帶來的強降雨開始影響夏威夷島，當地也發布了山洪警報。

## 影響

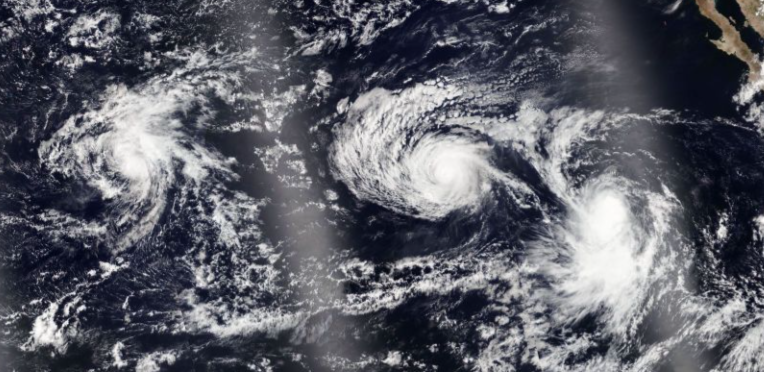
8月26日，霍涅(左)、颶風吉爾瑪(中)及熱帶風暴赫克托(右)

隨著颶風霍涅向南移動，夏威夷大島出現了強降雨，納勒胡和南角之間的卡烏區社區每小時降雨量高達2英寸（51 毫米）。全島降雨量總計達到10英吋（250 毫米）至 15 英吋（380 毫米），局部地區的雨量更達到18英吋（460 毫米)甚至更高。最高降雨量在哈卡洛錄得，降雨量超過27.5英寸（700 毫米），而美國地質調查局站錄得的降雨量接近20英寸（510 毫米）洪水導致科納和希洛之間的夏威夷11號高速公路關閉。然而，降雨對一些地區卻是有利的，因為它降低山火發生的風險，使得紅旗警告得以取消。8月23日夜間，位於大島較乾燥一側的韋科洛亞村發生了一場小規模野火。 強風也影響著夏威夷島，當地錄得最高陣風達72英里每小時(116公里每小時)。
霍涅也為夏威夷帶來威脅生命的海浪和離岸流。洪水和塌樹導致夏威夷島上的多條道路關閉。霍涅經過後的最初幾個小時內，至少有7,200人失去電力供應。 截至當地時間8月25日午夜，失去電力供應的人數增至 11,099 人。共有近26,000人因霍涅的吹襲而失去電力供應，其中大多數居住在夏威夷島。霍涅吹襲時亦為島嶼帶來強風和巨浪。由於霍涅帶來惡劣天氣，希洛國際機場的多個航班取消。
在毛伊島，強風吹走房屋屋頂。泥石流也覆蓋了上懷卡尼瀑布附近的部分哈納高速公路。歐胡島及毛伊島上均有停電情況發生。一艘船在暴風雨中在考艾島西岸擱淺。 到目前為止，還沒有收到重大損失的報告。

## 外部鏈接
- 美國國家颶風中心有關這場颶風的文件 （页面存档备份，存于）